# Liste der District Management Areas in Südafrika

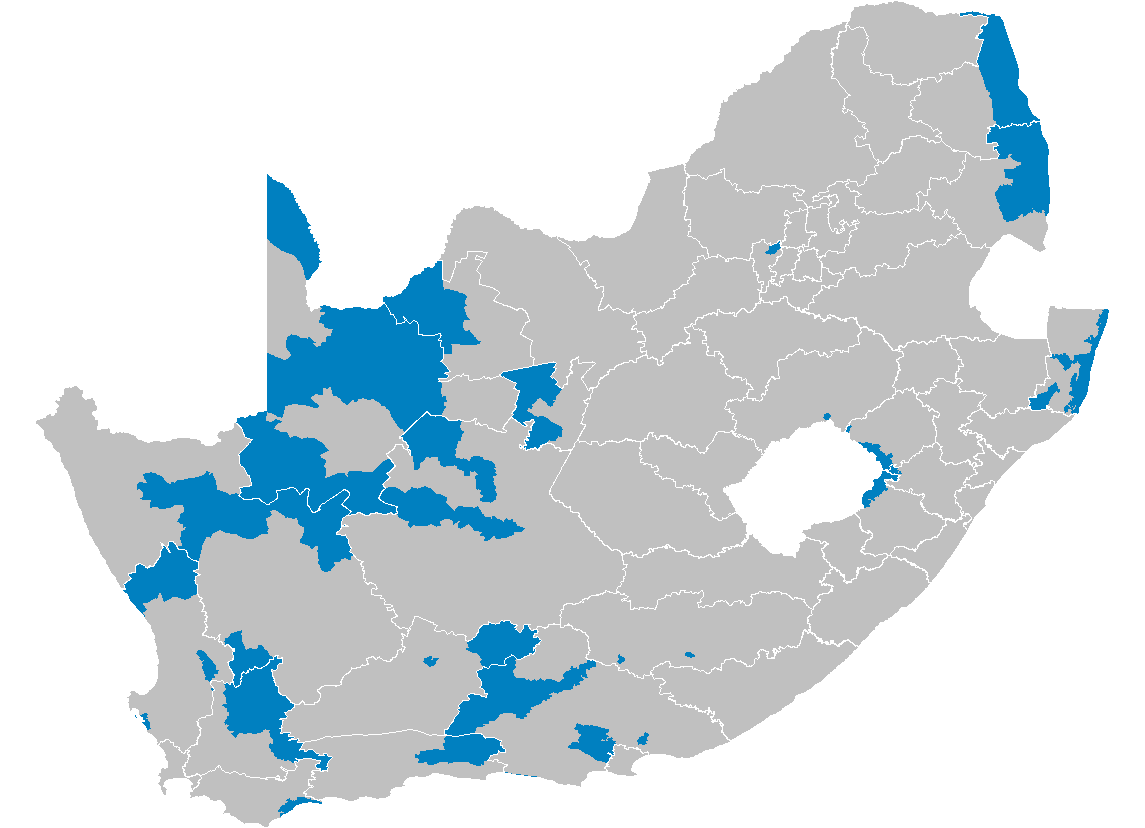
Karte Südafrikas mit eingezeichneten District Management Areas

Die Liste der District Management Areas in Südafrika führt alle ehemaligen District Management Areas (kurz: DMA) Südafrikas auf. 2011 wurden die DMA abgeschafft.

## Legende
- Name: Gebräuchlicher Name der DMA
- Code: Code der DMA (Municipal Code)
- Einwohner (Volkszählung): Anzahl der Einwohner der DMA nach der Volkszählung aus dem Jahr 2001
- Einwohner (Schätzung): Anzahl der Einwohner der DMA nach Hochrechnungen aus dem Jahr 2007
- Grund: Grund für die Einrichtung einer DMA
- Fläche: Fläche der DMA
- Distrikt: Distrikt, zu dem die DMA gehörte
- Provinz: Provinz, zu dem die DMA gehörte

## Liste
| Name                        | Code     | Einwohner Volkszählung 2001 | Einwohner Schätzung 2007 | Fläche (km²) | Grund                    | Distrikt            | Provinz       |
| --------------------------- | -------- | --------------------------- | ------------------------ | ------------ | ------------------------ | ------------------- | ------------- |
| Golden Gate Highlands Park  | FSDMA19  | 171                         | 171                      | 62           | Nationalpark             | Thabo Mofutsanyana  | Freistaat     |
| Sterkfontein DMA            | GTDMA48  | 5.781                       | 2.918                    | 221          | Welterbestätte           | West Rand           | Gauteng       |
| Highmoor/Kamberg Park       | KZDMA22  | 12                          | 12                       | 167          | Provinzpark              | uMgungundlovu       | KwaZulu-Natal |
| Giant’s Castle Game Reserve | KZDMA23  | 512                         | 512                      | 908          | Provinzpark              | Uthukela            | KwaZulu-Natal |
| St Lucia Park               | KZDMA27  | 6.538                       | 10.958                   | 2.760        | Welterbestätte           | Umkhanyakude        | KwaZulu-Natal |
| Mkhomazi Wilderness Area    | KZDMA43  | 814                         | 814                      | 1.232        | Provinzpark              | Harry Gwala         | KwaZulu-Natal |
| Mopani DMA                  | LIMDMA33 | 999                         | 999                      | 10.994       |                          | Mopani              | Limpopo       |
| DMA Lowveld                 | MPDMA32  | 2.656                       | 2.948                    | 11.189       | Provinzpark              | Ehlanzeni           | Mpumalanga    |
| Namaqualand                 | NCDMA06  | 813                         | 897                      | 24.765       | geringe Bevölkerungszahl | Namaqua             | Nordkap       |
| Bo Karoo                    | NCDMA07  | 3.175                       | 2.116                    | 15.689       | geringe Bevölkerungszahl | Pixley Ka Seme      | Nordkap       |
| Benede                      | NCDMA08  | 9.090                       | 4.882                    | 65.149       | geringe Bevölkerungszahl | ZF Mgcawu           | Nordkap       |
| Diamond fields              | NCDMA09  | 5.218                       | 2.588                    | 5.720        | geringe Bevölkerungszahl | Frances Baard       | Nordkap       |
| Kalahari DMA                | NCDMA45  | 6.237                       | 5.597                    | 10.699       | geringe Bevölkerungszahl | John Taolo Gaetsewe | Nordkap       |
| Aberdeen Plain              | ECDMA10  | 8.254                       | 5.285                    | 13.283       | geringe Bevölkerungszahl | Cacadu              | Ostkap        |
| Mount Zebra National Park   | ECDMA13  | 89                          | 89                       | 134          | Nationalpark             | Chris Hani          | Ostkap        |
| West Coast DMA              | WCDMA01  | 4.258                       | 7.199                    | 8.353        | geringe Bevölkerungszahl | West Coast          | Westkap       |
| Breede River                | WCDMA02  | 6.500                       | 5.260                    | 10.759       | geringe Bevölkerungszahl | Cape Winelands      | Westkap       |
| Overberg DMA                | WCDMA03  | 248                         | 244                      | 608          | Nationalpark             | Overberg            | Westkap       |
| South Cape DMA              | WCDMA04  | 14.594                      | 11.479                   | 4.170        | geringe Bevölkerungszahl | Eden                | Westkap       |
| Central Karoo DMA           | WCDMA05  | 6.184                       | 5.609                    | 5.585        | geringe Bevölkerungszahl | Central Karoo       | Westkap       |